# یاکوب فلکان
یاکوب فلکان (رومانیایی: Iacob Felecan؛ ۱ مارس ۱۹۱۴ - درگذشته نامشخص) بازیکن فوتبال اهل رومانی بود.
وی همچنین در تیم ملی فوتبال رومانی بازی کرده‌است.